# Homalomitra albuquerquei
Homalomitra albuquerquei är en tvåvingeart som beskrevs av Mourgues-schurter 1987. Homalomitra albuquerquei ingår i släktet Homalomitra och familjen hoppflugor.
Artens utbredningsområde är Costa Rica. Inga underarter finns listade i Catalogue of Life.